# Loi sur l'alcool (Suisse)
Lire en ligne

Site officiel

La loi fédérale du 21 juin 1932 sur l'alcool est une loi suisse régissant la fabrication, la distribution, l'acquisition et la consommation de boissons alcooliques. Elle se fonde sur les articles 105 et 131, al. 1, let. b, et al. 3 de la Constitution fédérale.
L'Office fédéral de la douane et de la sécurité des frontières est chargé d'appliquer la législation sur l'alcool.
Jusqu'à 2019, la loi conférait un monopole d'importation à la Confédération, faisant de la Suisse le dernier pays d'Europe à avoir libéralisé le marché de l'éthanol.

## Champ d'application de la loi
La loi sur l'alcool s'applique aux boissons contenant de l'éthanol sous toutes ses formes et sans égard à leur mode de fabrication.
Certains produits obtenus par fermentation (bière, cidre, vin ou vin de fruits) sont exclus pour autant que leur teneur en alcool est inférieure à 15%, ou 18% pour les vins naturels. Ces produits ne tombent pas sous le coup de cette loi, mais sous celui de la loi sur les denrées alimentaires (RS 817.0). Les produits additionnés d’alcool sont sujet à la loi quelle que soit leur teneur en alcool (art. 2).
La loi fédérale sur l'alcool règle la fabrication, le commerce et l'imposition des boissons spiritueuses. Elle contient en outre des dispositions relatives à l'importation et à la distribution de l'éthanol. La Confédération suisse détient un monopole tant sur la fabrication de boissons spiritueuses que sur la fabrication et l'importation d'éthanol.

## Historique

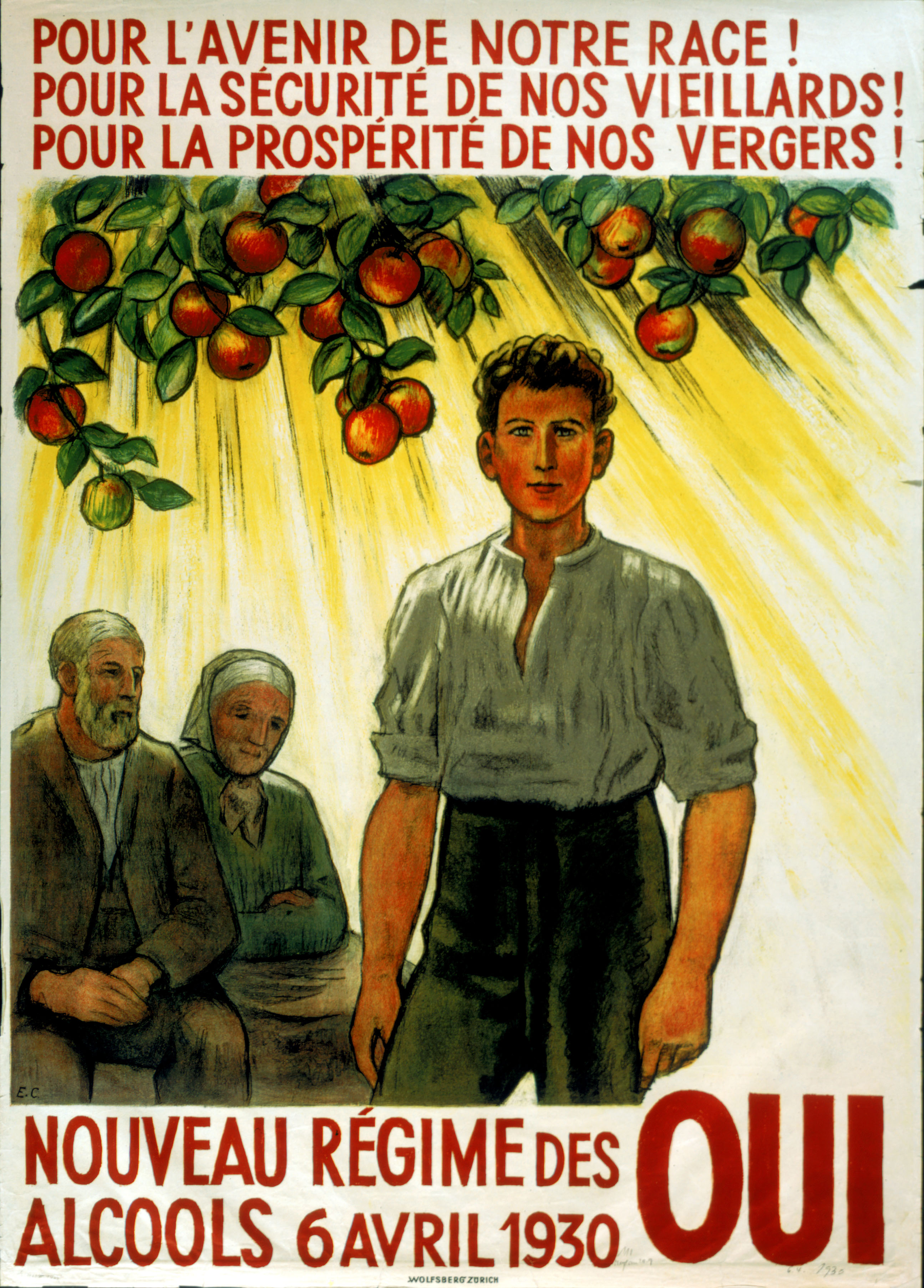
Le 6 avril 1930, une modification de la Constitution fédérale est acceptée en votation populaire. En 1933, la loi sur l'alcool entre en vigueur. Elle prévoit notamment un monopole d'État sur toutes les boissons distillées.

Datant de 1887, la première loi sur l'alcool s'appliquait en premier lieu à la production d'eau-de-vie de pommes de terre. Elle a été promulguée en raison de la Kartoffelschnapspest (peste de l'alcool) qui sévissait à cette époque. Ce n'est qu'à partir de 1932 que toutes les boissons distillées ont été prises en compte dans la loi sur l'alcool. En outre, la transformation de fruits et de pommes de terre en produits ne contenant pas d'alcool a été encouragée dès 1949.
En 1997, la loi sur l'alcool a fait l'objet d'une deuxième révision, qui a entraîné la libéralisation du marché de l'alcool et l'instauration du taux unique d'imposition. On a également pris des mesures pour alléger le processus de production des industries suisses. Enfin, le principe de la transformation de fruits et de pommes de terre en produits ne contenant pas d'alcool a été intégré dans la politique agricole.

### Projet avorté de révision totale (2008-2015)

#### Contexte
La loi sur l'alcool compte parmi les plus anciennes lois de la Confédération. Malgré plusieurs révisions partielles, elle ne répond plus aux réalités économiques et sociales d'aujourd'hui.
- La "peste de l'alcool" qui sévissait aux 19e et 20e siècles n'est plus qu'un mauvais souvenir et a fait place à un comportement face à l'alcool généralement responsable[3].
- La production suisse de boissons spiritueuses tend à diminuer. Ces 30 dernières années, les parts de marché des boissons spiritueuses suisses se sont effondrées, passant de 80 % à 13 %, ce qui correspond à 3 % de l’ensemble des boissons alcooliques consommées en Suisse[4].
- Depuis 2008, l'éthanol n'est pratiquement plus fabriqué en Suisse[5].

L'entrée en vigueur de la nouvelle  Constitution fédérale a également modifié le cadre juridique: à l'heure actuelle, la Confédération n'est plus tenue de prendre des mesures pour réduire l'importation et la production de boissons spiritueuses et d'éthanol. L'art. 105 de la nouvelle Constitution fédérale dispose uniquement que la Confédération doit tenir compte des effets nocifs de la consommation d'alcool.

#### Objectifs
La révision totale de la loi sur l'alcool constitue une condition importante pour que la politique de la Confédération en matière d'alcool gagne en efficacité. Il s'agit en particulier d'atteindre les trois objectifs suivants : 
1. libéralisation du marché de l'éthanol et des boissons spiritueuses;
2. optimisation du système d'imposition et de contrôle;
3. optimisation de la systématique de la loi.

#### Procédure de consultation (2010)
Le 30 juin 2010, le Conseil fédéral a ouvert la procédure de consultation relative à la révision totale de la loi sur l'alcool. À cette occasion, il a présenté deux projets de loi: 
- la loi sur l'imposition des spiritueux (Limpspi), qui règle la perception et le contrôle de l'impôt à la consommation grevant les boissons spiritueuses et l'éthanol destiné à la consommation ;
- la (nouvelle) loi sur l'alcool (Lalc), qui regroupe les dispositions régissant le commerce et la publicité des boissons alcooliques, actuellement réparties dans différentes lois, et qui les soumet à des compétences d'exécution plus uniformes.

De début juillet à fin octobre 2010, la Régie fédérale des alcools (RFA), qui est responsable du projet de révision, a reçu 183 prises de position.
Le projet de loi sur l'imposition des spiritueux a reçu un large soutien. S'il a été bien accueilli par les cantons et les communes, le projet de loi sur l'alcool a en revanche été critiqué par les milieux économiques, qui ont estimé que les mesures proposées allaient trop loin et qui ont fait valoir l'absence de base constitutionnelle pour la réglementation de la vente de vin et de bière. Les représentants de la prévention ont approuvé l'orientation de la nouvelle loi sur l'alcool, mais considéré que les mesures proposées étaient insuffisantes. Divers cantons partageaient cet avis.

#### Message du Conseil fédéral (2012)
Tenant compte des résultats de la procédure de consultation, le Conseil fédéral a approuvé le message concernant la révision totale de la loi sur l'alcool le 25 janvier 2012. Il soumet donc aux Chambres fédérales deux projets de lois, l'un sur l'imposition des spiritueux et l'autre sur le commerce de l'alcool.
Trois monopoles (fabrication et importation d'éthanol ainsi que fabrication de boissons spiritueuses) et 41 des 43 autorisations délivrées par l'État devaient être supprimés. Des allègements fiscaux ciblés et compatibles avec les accords internationaux permettraient de délester la branche (déductions pour les pertes liées à la production, la transformation et l'entreposage; progressivité de l'impôt pour les microproducteurs; exonération fiscale des denrées alimentaires contenant des boissons spiritueuses).
Les restrictions relatives à la publicité pour les boissons spiritueuses seraient légèrement assouplies, mais les représentations de type life style resteraient interdites.
La confirmation des limites d'âge légales applicables à la remise de boissons alcooliques (18 ans pour les boissons spiritueuses et 16 ans pour la bière et le vin), la création d'une base légale pour l'exécution d'achats tests et l'interdiction de céder des boissons alcooliques à des mineurs permettraient de renforcer l'efficacité des dispositions visant à protéger la jeunesse. Réglé à l'échelon fédéral, l'article dit du «sirop» obligerait en outre les débits à proposer trois boissons sans alcool dont le prix serait inférieur à celui de la boisson alcoolique la meilleur marché. Cette prescription vise non seulement à encourager la consommation de boissons sans alcool, mais également à limiter la vente d'alcool à des prix extrêmement bas.
Pour lutter de manière ciblée contre les nouveaux problèmes qui se posent, le Conseil fédéral proposait d'instaurer un régime applicable à la vente d'alcool durant la nuit (« régime de nuit »). De 22 heures à 6 heures, il serait ainsi interdit aux commerces de détail de vendre de l'alcool et aux débits de boissons de procéder à des offres d'appel. Celles-ci resteraient en outre interdites sans exception pour les boissons spiritueuses.
Pour que les spécificités régionales soient prises en compte, ces mesures seraient conçues comme un standard fédéral et pourraient être complétées au besoin par les cantons.
Une fois levé le monopole que la Confédération détient sur l'importation d'éthanol, Alcosuisse, le centre de profit de la RFA, serait privatisé. Le reste de la RFA perdrait sa personnalité juridique et serait intégré dans l'Administration fédérale des douanes (AFD), qui serait chargée d'appliquer la politique de la Confédération en matière d'alcool et de surveiller le marché de l'alcool.

#### Débats parlementaires (2013-2015)
L’examen du projet de révision totale de la loi sur l’alcool a débuté le 15 janvier 2013 au sein de la Commission de l’économie et des redevances du Conseil des États (conseil prioritaire).
Après de longs débats houleux, le projet de révision totale a été classé au cours de la procédure d’élimination des divergences, lors de la session d’hiver 2015.
Avant le classement de la révision totale, trois divergences principales demeuraient entre les deux Chambres du Parlement : 
- système d’imposition : contrairement au Conseil des États, le Conseil national était favorable à un train de mesures censées alléger la filière de production indigène, notamment par le biais d’une réglementation sur les quantités manquantes, d’une réduction de 30 % de l'impôt pour les productions annuelles ne dépassant pas 1 000 litres d'alcool pur ainsi que de mesures d'encouragement extrafiscales.
- taux de l'impôt : le Conseil des États souhaitait maintenir le taux actuel à 29 CHF par litre d'alcool pur. Le Conseil national s’était quant à lui prononcé en faveur d’une augmentation du taux à 32 CHF.
- vente d'alcool : le Conseil des États souhaitait interdire la vente au détail entre 22h et 6h. Le Conseil national rejetait cette interdiction.

### Révision partielle (2016-2019)

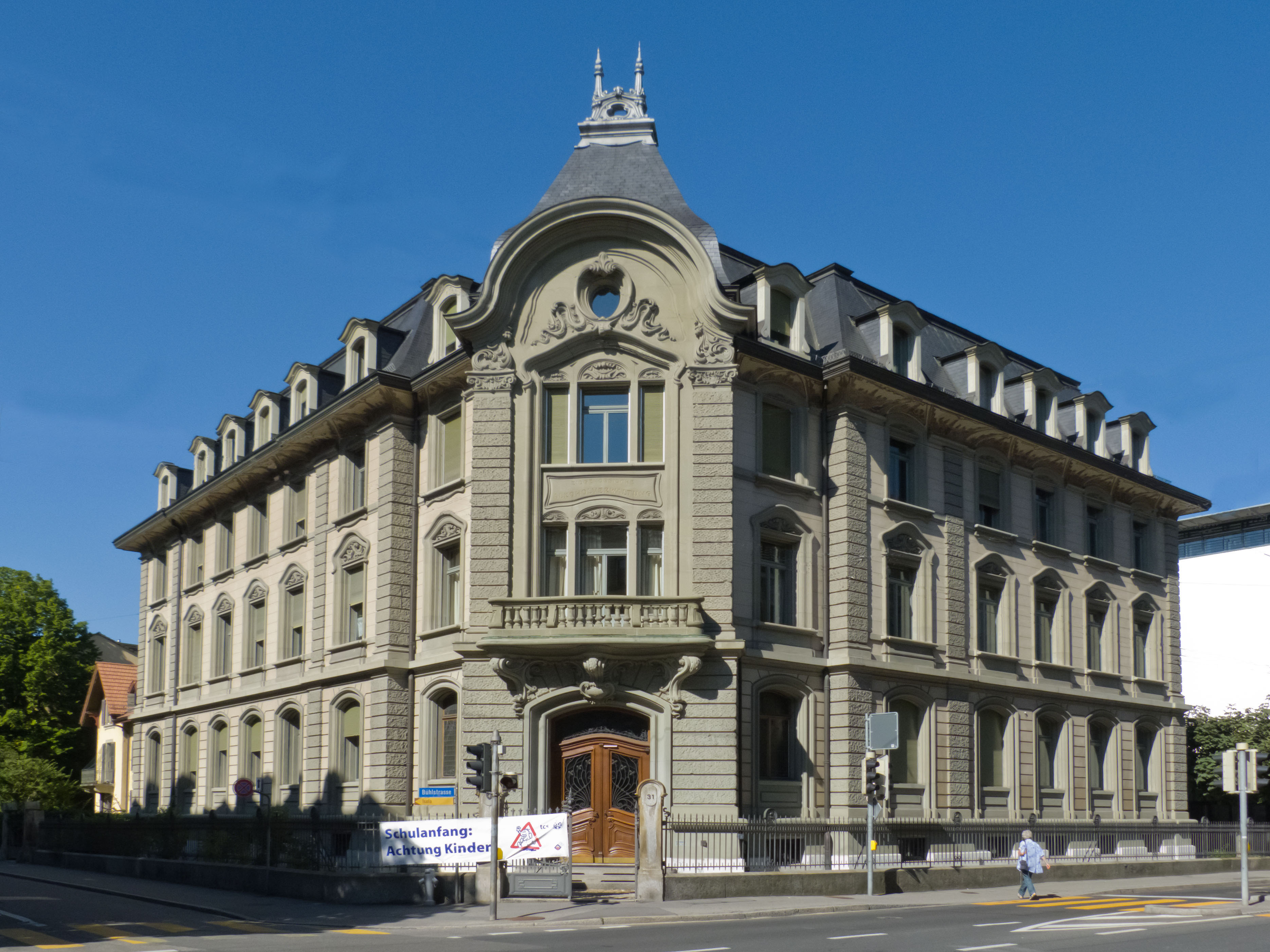
Ancien siège de la Régie fédérale des alcools, intégrée à l'Administration fédérale des douanes depuis 2018.

À la suite du classement du projet de révision totale, le Conseil fédéral propose une révision partielle de la loi en deux étapes.
La première révision partielle a été lancée au début de l'année 2016. Elle se limite à trois aspects qui n’étaient pas contestés dans le projet de révision totale classé en décembre 2015, à savoir l'intégration de la Régie fédérale des alcools (RFA) dans l'Administration fédérale des douanes (AFD), la privatisation d'Alcosuisse et la libéralisation du marché de l'éthanol. Le Conseil fédéral a transmis son message au Parlement le 6 avril 2016. Celui-ci a approuvé le projet de révision partielle de la loi sans y apporter de modifications lors de la session d'automne 2016. L'entrée en vigueur et libéralisation du marché s'est faite par étapes en 2017, 2018 et 2019.

## Initiatives populaires
- Initiative populaire « Interdiction de l'absinthe et révision correspondante de l'article 31b » (acceptée en 1908) ;
- Initiative populaire « contre l'eau-de-vie » (rejetée en 1929) ;
- Initiative populaire « concernant la révision du régime de l'alcool » (rejetée en 1941) ;
- Initiative populaire « relative à la lutte contre l'alcoolisme » (rejetée en 1966) ;
- Initiative populaire « contre la publicité pour des produits qui engendrent la dépendance » (rejetée en 1979) ;
- Initiative populaire « pour la prévention des problèmes liés à l'alcool » (rejetée en 1993).

### Bases légales et publications officielles
- Loi fédérale sur l’alcool (LAlc) du 21 juin 1932 (état le 1er janvier 2022), RS 680.
- Message concernant la révision totale de la loi sur l‘alcool